# Carol Eduard Novak
Carol Eduard Novak (* 28. Juli 1976 in Miercurea Ciuc) ist ein ehemaliger rumänischer Eisschnellläufer und heutiger Radsportler, der auf Bahn-, Mountainbike- und Straße aktiv ist. Seit Mitte der 2000er Jahre ist er einer der erfolgreichsten Radsportler seines Landes. Von Dezember 2020 bis Juni 2023 war er rumänischer Sportminister.

## Sportliche Laufbahn
Vor seiner sportlichen Laufbahn als Radfahrer war Novak zehn Jahre lang als Eisschnellläufer aktiv: Er errang fünf nationale Titel und stellte insgesamt 30 rumänische Rekorde auf. 1996 erlitt er einen Autounfall, nach dem sein rechter Fuß amputiert werden musste. Novak startet bei Paracycling-Wettbewerben in der Klasse C4 sowie bei Rennen der Elite. Sich selbst bezeichnet er als „Verrückten“, der immer danach strebe, der Erste und Beste zu sein.
Bis 2015 gewann Carol Eduard Novak insgesamt fünf Medaillen bei rumänischen Meisterschaften der Elite: einmal Silber im Cross Country, zweimal Silber im Einzelzeitfahren und einmal Bronze im Straßenrennen.
Seit 2007 startet Novak regelmäßig bei Paracycling-Weltmeisterschaften. 2007 holte er bei den Paracycling-Weltmeisterschaften 2007 in Bordeaux eine Silbermedaille im Straßenrennen. Bis 2015 errang er insgesamt sieben WM-Medaillen, darunter bei den Paracycling-Bahnweltmeisterschaften 2012 eine Goldmedaille in der Einerverfolgung.
2008 errang Carol Eduard Novak bei den Sommer-Paralympics die Silbermedaille im Einzelzeitfahren; vier Jahre später, bei den Sommer-Paralympics 2012 in London, gewann er Gold in der Einerverfolgung auf der Bahn mit der neuen Weltrekordzeit von 4:40,31 Minuten sowie Silber im Einzelzeitfahren auf der Straße. Bei beiden Spielen war er der Fahnenträger der rumänischen Mannschaft. Seine drei Medaillen waren bis 2016 zugleich die einzigen drei Medaillen Rumäniens, seit das Land erstmals 1972 an den Paralympics in Heidelberg teilgenommen hatte. Bei den Sommer-Paralympics 2016 belegte er in der Einerverfolgung Rang fünf, im Einzelzeitfahren Rang sechs und im Straßenrennen Platz neun.
2018 wurde Novak als einziger Sportler seines Landes für die Paracycling-Bahnweltmeisterschaften nominiert. 2019 belegte er bei den Paracycling-Straßenweltmeisterschaften Rang drei im Einzelzeitfahren, 2020 errang er bei de Paracycling-Bahnweltmeisterschaften Silber in der Einerverfolgung und Bronze im Zeitfahren.
Bei den Sommer-Paralympics 2020 in Tokio errang Novak die Silbermedaille in der Einerverfolgung der Klasse C4. Damit war er nach Feststellung der World Record Academy der „erste Minister der Welt, der eine paralympische Medaille gewonnen hat“.

## Funktionär und Unternehmer
Carol Eduard Novak ist studierter Jurist und war von 2013 bis 2022 Präsident des rumänischen Radsportverbandes. Er begründete das Radsportteam Tusnad Cycling Team, das seit 2018 den Namen Team Novak trägt, und war einer der Initiatoren der Tour of Szeklerland. 2017 eröffnete er zudem die Novak Cycling Academy für Nachwuchsradsportler. Er leitet ein von ihm gegründetes Unternehmen zur Herstellung von Prothesen.
Von Dezember 2020 bis Juni 2023 war Novak rumänischer Sportminister im Kabinett Florin Cîțu und im Kabinett Ciucă.

## Ehrungen
Nachdem Novak 2012 bei den Paralympischen Spielen eine Goldmedaille errungen hatte, wurde von dem damaligen rumänischen Präsidenten Traian Băsescu mit dem Ordinul "Meritul Sportiv" (Orden für Verdienste im Sport) ausgezeichnet.

## Erfolge – Radsport
2005
- Rumänische Meisterschaft – Cross Country

2007
- Paracycling-Weltmeisterschaft – Straßenrennen
- Rumänische Meisterschaft – Straßenrennen

2008
- Sommer-Paralympics – Einzelzeitfahren (Klasse LC2)

2009
- Paracycling-Bahn-Weltmeisterschaft – 1000-Meter-Zeitfahren, Einerverfolgung
- Rumänische Meisterschaft (Elite) – Einzelzeitfahren

2011
- Paracycling-Bahn-Weltmeisterschaft – Einerverfolgung

2012
- Sommer-Paralympics – Einerverfolgung (Klasse C4)
- Sommer-Paralympics – Einzelzeitfahren (Klasse C4)
- Paracycling-Weltmeister – Einerverfolgung
- Paracycling-Bahn-Weltmeisterschaft – 1000-Meter-Zeitfahren

2013
- Rumänische Meisterschaft (Elite) – Straßenrennen
- Rumänische Meisterschaft (Elite) – Einzelzeitfahren

2014
- Paracycling-Bahn-Weltmeisterschaft – Einerverfolgung

2015
- Paracycling-Bahn-Weltmeisterschaft – Einerverfolgung
- Paracycling-Straßen-Weltmeisterschaft – Straßenrennen

2016
- Paracycling-Bahn-Weltmeisterschaft – Einerverfolgung

2018
- Rumänischer Meister – Teamsprint (mit Norbert Szabo und Loránt Balazsi)

2019
- UCI-Paracycling-Straßenweltmeisterschaften – Einzelzeitfahren

2020
- Paracycling-Bahn-Weltmeisterschaft – Einerverfolgung
- Paracycling-Bahn-Weltmeisterschaft – Zeitfahren

2021
- Sommer-Paralympics – Einerverfolgung